# کدینار
کدینار (به انگلیسی: Kodinar) یک منطقهٔ مسکونی در هند است که در Kodinar Taluka واقع شده‌است. کدینار ۴۱٬۴۹۲ نفر جمعیت دارد.